# Charles W. Willard
Charles Wesley Willard, född 18 juni 1827 i Lyndon i Vermont, död 8 juni 1880 i Montpelier i Vermont, var en amerikansk politiker (republikan). Han var ledamot av USA:s representanthus 1869–1875.
Willard utexaminerades 1851 från Dartmouth College. Han var delstatens statssekreterare i Vermont 1855–1857.
Willard efterträdde 1869 Frederick E. Woodbridge i representanthuset och efterträddes 1875 av Charles Herbert Joyce.
Willard är begravd på Green Mount Cemetery i Montpelier i Vermont.